# Marie de La Noue

de La Nouë

Marie de La Noue (* um 1595; † Februar 1652 in Poitiers) war eine adlige französische Hugenottin aus der Bretagne und später Hofdame in Paris, die dreimal mit erheblich älteren Militärs verheiratet wurde und dennoch ein von Liebschaften, gesellschaftlichen und kulturellen Aktivitäten geprägtes Leben führte, was ihr neben der Freundschaft mit dem Mathematiker Jacques Le Pailleur einen umfangreichen Eintrag im Geschichtswerk Historiettes von Gédéon Tallemant des Réaux einbrachte.

## Herkunft
Marie de La Noue (Marie Magdelaine de La Nouë-Théligny, dame de La Nouë-Briord, de La Roche-Bernard et de Montreuil-Bonnin), genannt La maréchale de Thémines, war die Enkelin von Marguerite de Téligny und François de La Noue, genannt Bras de fer, einem berüchtigten hugenottischen Heerführer der französischen Religionskriege, der fast sein gesamtes Leben im Krieg verbrachte. Ihre Eltern waren Marie de Lannoy und Odet de La Noue-Téligny, wie dessen Vater François ein hugenottischer Kämpfer und Autor, der in holländischer Gefangenschaft in Tournai das 74 Seiten umfassende Buch Paradoxe, que les adversitez sont plus necessaires que les prosperitez (veröffentlicht 1588) und sechs Jahre darauf die Poesies chretiennes (veröffentlicht in Genf 1594) verfasste.
Ihr Bruder Claude de La Noue, Seigneur de Montreuil-Bonnin, genannt Bras de laine, kommandierte mit 17 Jahren (um 1621) ein Kavallerieregiment in Deutschland, wobei ein schottischer Oberst Esbron (Hailbrun) einer seiner Capitaines war. Um 1630 heiratete er und hatte eine Tochter, die am 11. Februar 1646 in Montreuil-Bonnin die Frau des Léonard Antoine de Saint-Simon-Courtomer, marquis de Courtomer aus der Normandie wurde. Claude war Protestant wurde vom König als Kommissar bei Prüfungen der Édits de pacification im Poitou berufen. Später verfiel Claude der Spielsucht und verlor sein Sehvermögen.

## Erste Verheiratung 1609

Pierre-Buffière

Marie wurde um 1609 im Alter von nur 13 Jahren mit dem 55 Jahre alten hugenottischen Heerführer Louis de Pierre-Buffière, Vicomte de Chamberet, Beaumont und Marillac (* um 1566; † 1618, genannt Le brave Chambret, der Bruder des Abel de Pierre-Buffière) verheiratet. Dieser war, gezeichnet von den Narben vieler Schlachten der Religionskriege, inzwischen bei ebenso schlechter Gesundheit wie übler Laune, und konnte nach Vollzug der Ehe um 1612 für seine knapp 18-jährige Ehefrau finanziell kaum angemessen aufkommen. Louis lebte von den 4000 Livre an Erträgen und Pensionen seiner Ehrenposten als Gouverneur von Figeac und verschiedenen Orten im Limousin. Er hatte ein derart wildes und brutales Auftreten, dass ein früherer Sommelier noch zwanzig Jahre nach Louis Tod als Lakai der Marie 1638 beim Anblick seines Porträts Angstanfälle mit Tremor erlitt. Marie hatte aus der Ehe mit Louis de Pierre-Buffière ihre einzigen zwei Kinder: den Sohn Benjamin (* 1618; Poet in Touraine, 1652 Frondeur in Bordeaux; † 1688 Le Châtelier) und die Tochter Elisabeth de Pierre-Buffière (* Februar 1619, später Vicomtesse de Fercé). Maries Enkelin Marthé de Pierre-Buffière, Tochter des Benjamin, war Gattin des Jean de Favas, Vicomte de Castels, und Mutter der sadistischen Baronin Jeanne de Favas, Madame d’Amet (welcher im Band 5 der Historiettes von Tallemant des Réaux ein eigenes Kurzporträt gewidmet ist).

## Zweite Ehe in Paris

Bellengreville

Das Sprungbrett zu größerer gesellschaftlicher Bedeutung fand Marie um 1618 in ihrer nächsten, sehr kurzen, Ehe mit dem Höfling Joachim de Bellengreville, Gouverneur d’Ardres (Grand Prévôt de France in Paris um 1604; † 15. März 1621). Bellengreville war kinderloser reicher Witwer, der im Alter von 80 Jahren eine junge gutaussehende Witwe mit Kindern aus gutem Hause suchte. Über seinen Kriegskameraden Jouy, einem Bekannten Maries, erhielt er ein Porträt und Lobreden von den Qualitäten der jungen Witwe. Nach Überprüfung von Maries Schönheit und Eloquenz durch einen weiteren Freund, reiste diese bald nach Paris, wo sie ein Wiedersehen mit ihrer Mutter hatte, die dort einem Prozess beiwohnte und um Geld bat. Trotz ihres protestantischen Glaubens stimmte Richelieu der Ehe zu, und Marie heiratete den katholischen Bellengreville. Sie wurde zur Freundin der Princesse de Conti und der Königinmutter Anna, die neugierige Fragen über ihr Eheleben stellten. Die Allianz mit Bellengreville brachte Marie erheblichen Wohlstand, eine Haushaltung mit Luxus und Lakaien sowie ein Einkommen von 400.000 Livres ein.

## Dritte Ehe 1622 mit Pons de Lauzières

Lauzières-Thémines

Bald war Marie wieder Witwe und ging eine neue, dritte Ehe, erneut mit einem älteren Mann, ein. Diese Heirat kam auf bizarrem Wege zustande. Der Marquis Charles de Thémines († 11. Dezember 1621), sterbend an den Wunden aus den Religionskriegen, bat seinen Vater, den Maréchal Thémines (* 1553; † 1. November 1627), der angebeteten Witwe de Bellengreville, also Marie, seiner Liebe zu versichern. Als der alte Maréchal seinen Auftrag erledigen wollte, verliebte er sich selbst in Marie und heiratete sie im September 1622 (die fünfjährige Ehe blieb kinderlos). Marie, nun als La maréchale de Thémines bekannt, die im höfischen Kartenspiel gute Verliererin und gnädige Gläubigerin war, wurde von ihrem Mann bei der Verwaltung ihrer Finanzen unterstützt.
Durch Vermittlung ihres Manns traf Marie auch auf Louis du Maine, Baron de Chabans, und konnte günstig in den Streitigkeiten um seine Person wirken (bevor dieser am 26. Dezember 1632 vom Jesuiten François Veron ermordet wurde, was Marie in Trauer versetzte). Zudem veranlasste Maries Mann ihre Konversion zur katholischen Religion.
Marie wurde 1625 dazu auserkoren, die Madame de Chevreuse auf der Reise der künftigen Königin Henrietta nach England zu begleiten, wo sie den Theologen Moulin kennenlernte, der sie schließlich, nach nur dreimonatiger Zeit als Katholikin, zur Rückkehr zum Protestantentum in Charenton motivierte.
Kurz darauf begann in Paris Maries lebenslange platonische Freundschaft mit dem geistreichen Jacques Le Pailleur, der sich auf Empfehlung des Jacques de Volvire, Graf von Saint-Brisse, für einen Posten als Intendant am Hofe des Maréchal de Thémines bewarb. Le Pailleur begleitete Marie bald nach dem Tod ihres Mannes zur Regelung ihrer Erbfragen nach Touraine, in das Haus von Maries erstem Ehemann, da sie befürchtete, sich in einem Haus zu langweilen, in welchem sie so viel erlitten hatte.

## Kulturelles Leben und Affairen
Als etwa 33-jährige Witwe suchte Marie Zerstreuung im Spiel, der Zubereitung ausgefeilter Speisen, etwa Ragoûts und Gebäck, zubereitet über dem Rauch grüner Zweige, und dem städtischen Leben in Paris. Ihr wurde nachgesagt, im Geruch der damaligen Gassen ein besonderes Vergnügen zu finden, was mit zum Ende der nahen Freundschaft mit der Königinmutter beitrug. Marie hielt außerdem häufig Konzerte in ihrem Palais in der rue Christine ab, unter anderem mit Jacques Le Pailleur, als Kenner der Musik vom mathematischen Gesichtspunkt her, und dem Poeten François d’Arbaud de Porchères. Mit diesem veranstaltete sie um 1630 ein Straßenkonzert vor den Fenstern der hochadeligen Nachbarn, Henry de Savoy, duc de Nemours (* 1572; † 1632), der Princesse de Conti, und der Königin selbst. Auf Musikabenden des Königs Louis XIII. wurde Le Pailleur durch Nemours eingeführt. Die illustren Musikfreunde, so Gabriel de Rochechouart, Marquis de Mortemart, und der Maréchal de Schomberg, lauschten Melodien des Königs, der den Zutritt nur männlichen Musikkennern gewährte, auf Nachfrage Nemours aber einräumte, speziell für Marie de La Noue eine Ausnahme machen zu wollen.

Warigniez

 Zu dieser Zeit wurde Marie von einigen Verehrern bedrängt. Ein Handwerker, der sich im hugenottischen Tempel Charenton in sie verliebt hatte, trieb sich vor ihrem Anwesen herum, bat um Audienzen, die nach Erkundigungen seitens Le Pailleur sogar gewährt wurden, und wurde schließlich tot im Jardin du Luxembourg, nahe ihrem Haus, aufgefunden.
Marie hatte zudem einen jungen adligen Verehrer aus der Normandie namens Monterville, wohl François de Warigniez de Blainville, marquis de Monterville, Neffe des französischen Botschafters in England 1625, Jean de Warigniez, sieur de Blainville, der angeblich von sehr sensiblem, weichem Charakter, jedoch sehr geistreich war. Bis zum Tode Maries war er mit keiner anderen Frau (erst danach, wohl mit Jourdaine-Madelaine de Carbonnel de Canisy) verheiratet, so dass über eine heimliche Ehe spekuliert wurde. Zudem wohnte er, mitsamt seiner Verwandtschaft, als Mieter in einem von Maries Häusern in Paris, während sie selbst im gegenüberliegenden Haus residierte. Monterville geriet in den Verdacht, Marie auszubeuten, und Le Pailleur, der sich um die Finanzen Maries kümmerte, veranlasste die Kündigung Montervilles.
Marie starb etwa sieben oder acht Jahre später im Alter von 57. Zuvor hatte sie geschworen, nie in ihr Haus in Paris zurückzukehren, da dort ihre geschätzte Zofe namens Boisloré, die ihr 30 Jahre gedient hatte, trotz Maries persönlicher Pflege verstorben war. Marie hinterließ trotz der kostspieligen Liebschaft mit Monterville und ihrer Spielleidenschaft keine Schulden. Sie erkrankte während der Reise zu einem Familienbesuch, auf dem Weg bei Poitiers, wo sie bald an Blutarmut verstarb.